# Pachetra vestigialis
Pachetra vestigialis är en fjärilsart som beskrevs av Eugen Johann Christoph Esper 1785. Pachetra vestigialis ingår i släktet Pachetra och familjen nattflyn. Inga underarter finns listade i Catalogue of Life.